# Жайворонок білощокий
Жайворонок білощокий (Chersomanes albofasciata) — вид горобцеподібних птахів родини жайворонкових (Alaudidae). Мешкає в Південній Африці.

## Опис
Довжина птаха становить 14-16 см, з яких від 4,3 до 5,5 см припадає на хвіст, вага 19,5-24 г. Довжина дзьоба становить 2,1-2,5 см. Виду не притаманний статевий диморфізм. Верхня частина голови рудувато-коричнева, поцяткована чорними смужками. Шия з боків світло-коричнева, поцяткована темно-коричневими плямками, горло білувате, поцятковане коричневими плямками. Над очима охристі "брови", від дзьоба до очей ідуть охристі смуги. Скроні світло-коричневі. верхня частина тіла коричнева з рудуватим відтінком, поцяткована темними смужками. Нижня частина тіла світло-рудувато-коричнева. Махові пера коричневі з вузькими охристими краями, хвіст темно-коричневий. Стернові пера, за винятком центральної пари, мають білі кінчики. Дзьоб темно-роговий, очі карі. Пазур на задньому пальці довгий. Постава тіла вертикальна.

## Підвиди
Виділяють десять підвидів:
- C. a. obscurata (Hartert, E, 1907) — південно-західна, центральна і східна Ангола;
- C. a. erikssoni (Hartert, E, 1907) — північна Намібія;
- C. a. kalahariae (Ogilvie-Grant, 1912) — південна і західна Ботсвана, північ ПАР;
- C. a. boweni (Meyer de Schauensee, 1931) — північно-західна Намібія;
- C. a. arenaria (Reichenow, 1904) — південна Намібія, північний захід ПАР;
- C. a. barlowi White, CMN, 1961 — східна Ботсвана;
- C. a. alticola Roberts, 1932 — північний схід ПАР;
- C. a. albofasciata (Lafresnaye, 1836) — південно-східна Ботсвана, центр ПАР;
- C. a. garrula (Smith, A, 1846) — захід ПАР;
- C. a. macdonaldi (Winterbottom, 1958) — південь ПАР.

Танзанійський жайворонок раніше вважався підвидом білощокого жайворонка, однак був визнаний окремим видом.

## Поширення і екологія
Білощокі жайворонки мешкають в Анголі, Намібії, Ботсвані і Південно-Африканській Республіці. Вони живуть в сухих саванах, напівпустелях і пустелях. Живляться безхребетними і насінням. Зустрічаються зграйками по 3-10 птахів. Гніздяться на землі, в кладці 2-3 білуватих яйця, поцяткованих темними плямками. Інкубаційний період триває 12 днів, пташенята покидають гніздо через 10 днів після вилуплення.